# Language (singolo)
Language è un singolo del disc jockey e produttore musicale statunitense Porter Robinson, pubblicato il 10 aprile 2012 dall'etichetta discografica. La canzone è stata caricata su YouTube da Porter Robinson il 30 marzo 2012. La canzone è stata pubblicata negli Stati Uniti su Big Beat Records in formato digitale il 10 aprile 2012. La canzone è stata successivamente pubblicata nel Regno Unito in EP dal Ministry of Sound il 12 agosto 2012. Ha debuttato al numero 9 delle classifiche britanniche.
Il brano è anche incluso nella colonna sonora di Forza Horizon.

## La canzone
Il video musicale ritrae una giovane donna (Susannah Hart Jones) che scappa dai lupi e fa amicizia con una creatura gigante. A partire da luglio 2017, il video ha più di 9,5 milioni di visualizzazioni.

## Tracce
1. Language (UK Edit) – 3:19
2. Language (Extended Mix) – 6:08
3. Language (Instrumental) – 6:07
4. Language (Instrumental) – 3:42